# 金ケ崎町城内諏訪小路
金ケ崎町城内諏訪小路（かねがさきちょうじょうないすわこうじ）は、岩手県胆沢郡金ケ崎町にある重要伝統的建造物群保存地区。金ケ崎町西根の一部、東西690m、南北980m、約34．8haの範囲である。

## 概要
仙台藩の伊達氏は、領内に21の要害を置き大身家臣に治めさせていた。仙台藩上胆沢郡西根村にあった金ケ崎要害はその1つであり、北上川と胆沢川の合流地点北西の舌状台地上にあった。北上川以西では領内の最北で盛岡藩との境に位置していた。保存地区は、そのかつての要害と武家地のほぼ全域にあたる東西690ｍ、南北980ｍ、面積約34．8haの範囲が選定されている。
北上川に沿って要害を取り囲むように武家地、南北に走る奥州街道の南北両端に足軽屋敷、中央部に町人地が形成され、要害は樹木帯によって周囲の河川や田園地帯とは明確に区画される。金ケ崎要害の骨格は、寛永21年（1644年）に移封された大町定頼によって整備されたと考えられる。
保存地区は武家地内の小路はほぼ江戸時代のままで、鉤形や桝形、弓形の道路を組み合わせ城下町特有の形態を示している。各屋敷地はサワラヒバの生垣で区画され、北西方向にはエグネと呼ぶスギの屋敷林をはじめとして、様々な樹木が植えられている。武家住宅は寄棟造茅葺の建物で、小路に沿った生垣とその背後の屋敷林の合間から武家屋敷の大きな屋根が見える景観は、当地方の武家地の典型的な姿を良く伝えている。

## 重要伝統的建造物群保存地区データ
地区名称：金ケ崎町城内諏訪小路
種別：武家町
選定年月日：2001年6月15日
選定基準：（2）伝統的建造物群及び地割がよく旧態を保持しているもの
面積：34.8ha

## 主な建造物・施設

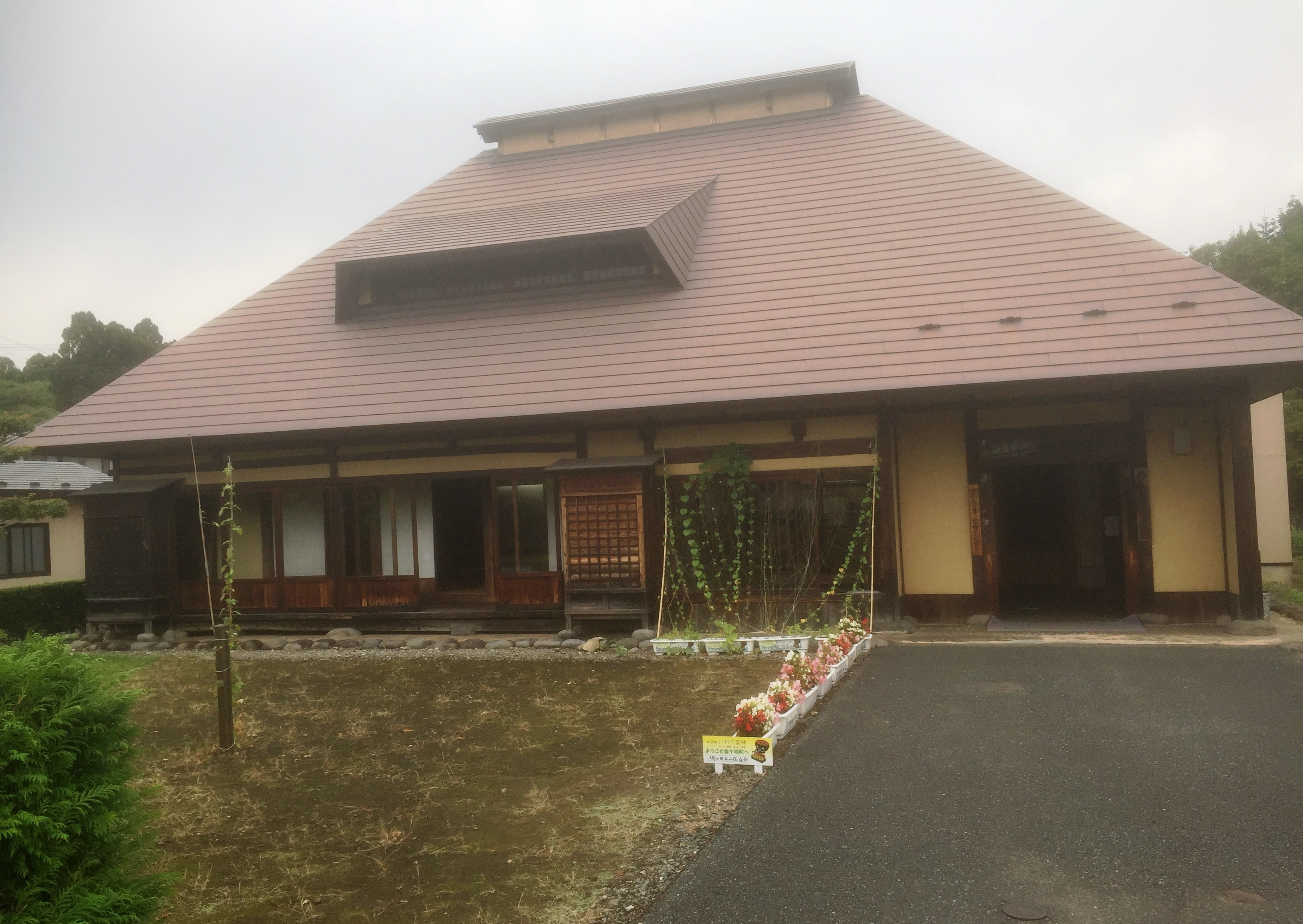
白糸まちなみ交流館

- 坂本家住宅
- 大沼家住宅
- 三好家住宅
- 菅原家住宅
- 佐藤家住宅
- 笹井家住宅
- 鈴森家住宅
- 旧大沼家住宅
- 添田家住宅
- 旧田山家住宅
- 白糸まちなみ交流館
- 金ケ崎要害歴史館

- 白糸まちなみ交流館

## アクセス
- JR東北本線 金ケ崎駅下車 徒歩約10分